# Halina Krahelska
Halina Krahelska, właśc. Helena Maria Krahelska ze Śleszyńskich, primo voto Grabiańczyna (ur. 12 maja 1886 w Odessie, zm. 19 kwietnia 1945 w obozie koncentracyjnym KL Ravensbrück) – polska działaczka społeczna, socjolog, publicystka i pisarka. Tworzyła używając pseudonimów Agata, Sabina, Zofia.

## Życiorys
Córka Jana Śleszyńskiego, profesora matematyki Uniwersytetu Noworosyjskiego w Odessie i Heleny z Augustynowiczów. Ukończyła gimnazjum w Odessie. Od 1908 w Polskiej Partii Socjalistycznej – Frakcji Rewolucyjnej, od 1912 w rosyjskiej Partii Socjalistów-Rewolucjonistów. W latach 1912–1917 na zesłaniu – najpierw w Kiszyniowie, w 1913 w Kijowie, a od listopada 1914 we wschodniej Syberii, w okolicach Kańska. Po rewolucji lutowej i obaleniu caratu powróciła z zesłania poprzez Smoleńsk do Odessy. W 1918 członek Polskiej Organizacji Wojskowej (POW) w Odessie. Po odzyskaniu niepodległości przyjechała w 1919 do Polski. W latach 1919–1921 i 1927–1931 była zastępcą Głównego Inspektora Pracy, zajmując się głównie systemem ochrony pracy i opieki społecznej - zwłaszcza zaś ochroną macierzyństwa i zdrowia kobiet pracujących i pracowników młodocianych. W latach 1921–1925 na urlopie wychowawczym. W 1928 lub 1929 w ramach Stypendium Rockefellera odbyła podróż przez Szwajcarię, Francję, Austrię i Niemcy, badając systemy pracy i opieki społecznej w Europie Zachodniej. Brała udział w wielu społecznych akcjach politycznych lewicy. Od 1931 była ekspertem do spraw pracy, reprezentując Polskę w Międzynarodowym Biurze Pracy w Genewie.
Działaczka Ligi Obrony Praw Człowieka i Obywatela, Stowarzyszenia Wolnomyślicieli Polskich i Międzynarodowej Organizacji Pomocy Rewolucjonistom.
Publikowała zarówno wiersze i beletrystykę, jak i opracowania naukowo-społeczne. W 1932 ukazała się jej książka Praca kobiet w przemyśle włókienniczym wydana nakładem Instytutu Gospodarstwa Społecznego. W tym czasie przeprowadziła wstępną selekcję rękopisów nadesłanych do Instytutu na konkurs zatytułowany „Pamiętniki bezrobotnych”. W komisji konkursowej zasiedli, m.in. Tadeusz Boy-Żeleński i Bronisław Ziemięcki. Na temat finalnej publikacji pokonkursowej w prasie ukazało się ponad 200 recenzji, w tym 21 w zagranicznych. W 1933 we Lwowie wydano kolejną publikację Krahelskiej pt. Przeobrażenia w rodzinie współczesnej i w roli kobiety. W swojej dalszej pracy Krahelska razem z dwoma pisarzami: Leonem Kruczkowskim i Andrzejem Strugiem podjęła się oceny bardzo obszernego materiału nadesłanego w konkursie na „Pamiętniki chłopów”, którego organizatorem był Instytut Gospodarstwa Społecznego. Z obu publikacji powstałych w efekcie tych konkursów pamiętnikarskich do dziś obszernie korzystają badacze i badaczki historii społecznej Polski.
Od 1933 związana była z grupą literacką „Przedmieście”. Została oskarżona o zniesławienie władz i policji w swojej powieści pt. Strajk polski z 1937, po czym uniewinniona (jej obrońcą był Mieczysław Jarosz). W 1937 była współzałożycielką Klubu Demokratycznego w Warszawie. 
Po agresji III Rzeszy na Polskę we wrześniu 1939 była w czasie obrony Warszawy komendantką Obrony Przeciwlotniczej na Mokotowie, gdzie koordynowała gaszenie pożarów, ratowanie ludzi i organizację posiłków. Pracowała też w Wojskowym Biurze Historycznym i Biurze Informacji i Propagandy Komendy Głównej ZWZ-AK. W 1941 uległa ciężkiemu wypadkowi, potrącona przez niemiecki samochód wojskowy straciła nogę. Niosła wtedy ważne meldunki i mimo cierpienia udało jej się przekazać je w odpowiednie ręce unikając dekonspiracji. W uznaniu tego czynu odznaczono ją Krzyżem Walecznych. Autorka broszury Oświęcim – pamiętnik więźnia (później okazało się, że pamiętniki powstały w znaczącej części na podstawie relacji Władysława Bartoszewskiego). W lipcu 1944 została wydana „…przez «nieznanych sprawców» w ręce Gestapo…”, a następnie uwięziona w obozie koncentracyjnym w Ravensbrück, gdzie zginęła lub zmarła prawdopodobnie 19 kwietnia 1945. Przed śmiercią napisała Tezy do działalności inspekcji pracy w odrodzonej Polsce.
Na nowym cmentarzu na Służewie przy ul. Wałbrzyskiej znajduje się jej grób symboliczny (grób rodzinny).

### Życie prywatne
Latem 1917, w Smoleńsku, podczas powrotu z Syberii, zawarła związek małżeński ze swoim wieloletnim partnerem Józefem Grabianką. Rok później Grabianka zmarł na gruźlicę. 22 maja 1920 wyszła za Antoniego Krahelskiego (1892–1948), urzędnika ministerialnego. Mieli trójkę dzieci: bliźnięta Halinę i Mariana (ur. 1920) oraz Lecha (ur. 1923).

## Ordery i odznaczenia
- Order Krzyża Grunwaldu III klasy (pośmiertnie, 11 lipca 1946)[12][13]
- Krzyż Walecznych

## Upamiętnienie
Główny Inspektor Pracy ustanowił w 1989 nagrodę imienia Haliny Krahelskiej przyznawaną za „wybitne osiągnięcia w dziedzinie prewencji zagrożeń zawodowych, nadzoru i kontroli przestrzegania prawa pracy, wynalazczości, projektowania i wdrażania bezpiecznych technik i technologii w zakresie ochrony pracy, a także popularyzacji prawa pracy i ochrony zdrowia oraz bezpieczeństwa pracy”.
Patronka XXXIII promocji Krajowej Szkoły Administracji Publicznej im. Prezydenta Rzeczypospolitej Polskiej Lecha Kaczyńskiego.
W 2021 r. wydany został reportaż Krahelska, Krahelskie autorstwa Olgi Gitkieiwcz, który otrzymał nominację do Nagrody Literackiej m.st. Warszawy w kategorii książka o tematyce warszawskiej.
W 2024 r. jednej z sal w Ministerstwie Rodziny, Pracy i Polityki Społecznej nadano imię Haliny Krahelskiej.

## Opracowania naukowe i społeczne

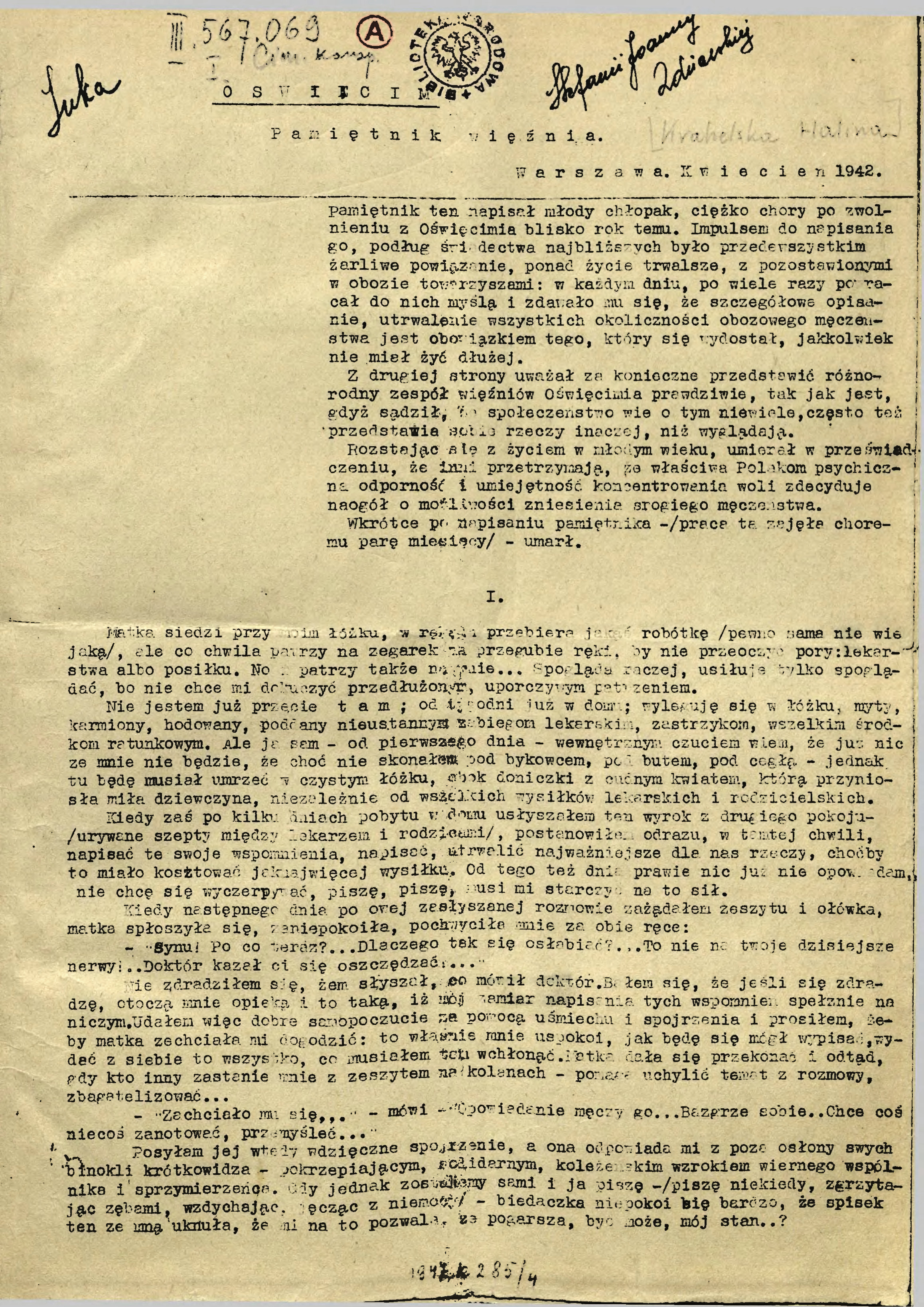
Spisany przez Krahelską w 1942 raport z Auschwitz pt. Oświęcim, pamiętnik więźnia.

- Łódzki przemysł włókienniczy wobec ustawodawstwa pracy,  Przedmowa: L. Krzywicki, Warszawa 1927.
- Ochrona macierzyństwa robotnicy w przedsiębiorstwach państwowych polskich, Warszawa 1928.
- Ochrona pracy w Polsce. Stan obecny i drogi dalszego rozwoju, [Współautor: W. Landau], Warszawa 1928.
- Praca dzieci i młodocianych w Polsce, Warszawa 1928.
- Praca młodzieży a zadania służby społecznej, Warszawa 1930.
- Przedmowa do: E. Frelkowa: Praca młodzieży w przemyśle drukarskim w Polsce, Warszawa 1929.
- Czynnik ludzki w produkcji. Pięć lat na froncie gospodarczym,  Warszawa 1931.
- Praca kobiet w przemyśle współczesnym, Przedmowa L. Krzywicki. Warszawa 1932.
- Przeobrażenia w rodzinie współczesnej i w roli kobiety. Życie gospodarcze i ekonomika społeczna, Lwów 1933.
- Życie bezrobotnych. Badania ankietowe, [Współautor: S. Pruss], Warszawa 1933.
- Odpłatność pracy jako jedyna racjonalna podstawa zatrudnienia młodzieży, Warszawa 1934.
- Prawda o stosunkach pracy, Lwów 1934.

## Twórczość literacka
- Pochodnia, Warszawa 1920.
- Przedmowa do: Przedmieście, Warszawa 1934.
- Wspomnienia rewolucjonistki, Warszawa 1934.
- Ze wspomnień inspektora pracy, [Współautorzy: M. Kirstowa, S.Wolski], T. 1–2, Warszawa 1936.
- Polski strajk, Warszawa 1936 lub 1937.
- Zdrada Heńka Kubisza, Warszawa 1938.
- Oświęcim, pamiętnik więźnia 1942.